# Mumbai Metro
Die Mumbai Metro ist das U-Bahn-System der indischen Hafenstadt Mumbai, das großteils als Hochbahn mit 25-kV-Oberleitung errichtet wird. Die erste Linie wurde im Juni 2014 eröffnet, aktuell (Stand Mai 2025) werden vier Linien mit 57 Haltestellen auf 69 Kilometern Streckenlänge betrieben.

## Geschichte

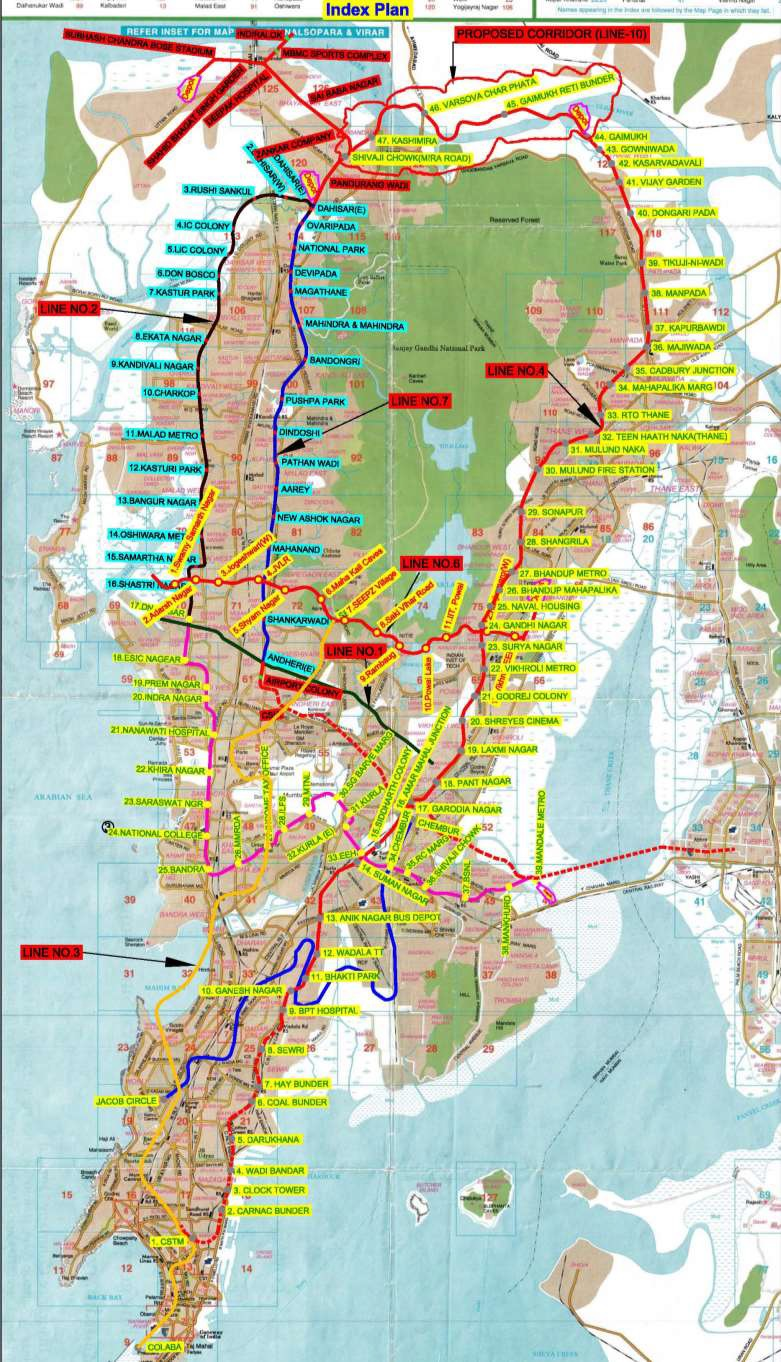
Karte mit den ersten 10 Metrolinien, jeweils in ihrer Kennfarbe

Die Stadtentwicklungsbehörde von Mumbai (Mumbai Metropolitan Region Development Authority, kurz MMRDA) stellte die ersten Pläne für einen Mumbai Metro Master Plan (MMMP) im Jahr 2004 vor. Vorgesehen war ein Schnellbahnnetz von knapp 144 Kilometern Streckenlänge, davon 32 Kilometer unterirdisch, welches die Vorortbahnen entlasten und anbinden sollte. Als Motivation wurde angegeben, dass die städtischen Busse in der Innenstadt ständig im Stau stehen, die neue Bahn dagegen auch vollständig klimatisiert sein werde. Der Aufbau eines Streckennetzes sollte in drei Phasen bis 2021 erfolgen:
| Phase | Zeitraum  | Linie | Strecke                       | Länge (km) |
| ----- | --------- | ----- | ----------------------------- | ---------- |
| I     | 2006–2011 | 1     | Versova – Andheri – Ghatkopar | 011,07     |
| I     | 2006–2011 | 2     | Bandra – Kurla – Mankhurd     | 013,37     |
| I     | 2006–2011 | 3     | Colaba – Bandra – Charkop     | 038,24     |
| II    | 2011–2016 | 4     | Charkop – Dahisar             | 007,50     |
| II    | 2011–2016 | 5     | Ghatkopar – Mulund            | 012,40     |
| III   | 2016–2021 | 6     | BKC – Kanjur Marg via Airport | 019,50     |
| III   | 2016–2021 | 7     | Andheri (E) – Dahisar (E)     | 016,50     |
| III   | 2016–2021 | 8     | Hutatma Chowk – Ghatkopar     | 021,80     |
| III   | 2016–2021 | 9     | Sewri – Prabhadevi            | 003,50     |
|       |           |       | Summe                         | 143,88     |

Die Kosten für das Gesamtprojekt waren damals mit Rs. 19.525 Crore, umgerechnet rund 1,75 Milliarden Euro, kalkuliert worden. Erste Bewilligungen erfolgten 2007 für Linie 1 und 2009 für Linie 2. Allerdings verzögerte sich der Baubeginn für die zweite Linie und das Projekt wurde schließlich abgebrochen. Außerdem wurde 2009 die Linie 9 auf die Strecke Hutatma Chowk–Carnac Bunder gekürzt.
Parallel wurden Gelder für die Mumbai Monorail bewilligt, da diese schneller und günstiger zu errichten schien. Aber auch dieses Infrastrukturprojekt verzögerte sich durch Planungsfehler und Diskussionen um die Streckenführung. Dadurch hatte es mit steigenden Kosten zu kämpfen, sodass man in einer neuen Beurteilung von 2011 die Planungen für ein Schnellbahnnetz auf die Mumbai Metro konzentrierte.
Der daraufhin überarbeitete MMMP sah 2012 nunmehr die Verlegung der Linie 3 ab Bandra zum Flughafen Mumbai vor, eine neue Linie Bandra–Dahisar, eine neue 30 Kilometer lange Linie Wadala–Kasarvadavali sowie die Errichtung der ursprünglichen Linie 2 der Einschienenbahn von Lokhandwala nach Kanjurmarg ebenfalls als U-Bahn. Damit wäre das Streckennetz knapp 161 Kilometer lang.

## Linien

### Streckenchronik
| Linie           | Strecke                                 | Eröffnung       | Länge    | Stationen |
| --------------- | --------------------------------------- | --------------- | -------- | --------- |
| 1 Blue          | Versova – Ghatkopar                     | 8. Juni 2014    | 011,4 km | 012       |
| 2 Yellow        | Dahisar East – Dahanukarwadi            | 2. April 2022   | 009,8 km | 009       |
| 7 Red           | Dahisar East – Aarey                    | 2. April 2022   | 010,7 km | 010       |
| 2 Yellow        | Dahanukarwadi – Andheri West            | 19. Januar 2023 | 008,8 km | 008       |
| 7 Red           | Aarey – Gundavali                       | 19. Januar 2023 | 005,8 km | 004       |
| 3 Aqua          | Aarey JVLR – Bandra Kurla Komplex (BKC) | 5. Oktober 2024 | 012,7 km | 010       |
| 3 Aqua          | BKC – Acharya Atre Chowk                | 9. Mai 2025     | 009,8 km | 006       |
| Stand: Mai 2025 | Stand: Mai 2025                         | Stand: Mai 2025 | 069,0 km | 057       |

### Linien im Betrieb
Die Linien der Mumbai Metro sind derzeit immer noch nummeriert, obwohl der Commissioner der MMRDA, U. P. S. Madan, bereits im März 2016 ankündigte, dass alle Linien des Systems nach der Eröffnung weiterer Linien farblich gekennzeichnet werden. Die Farben sind dabei für Strecken vergeben worden, auf denen teilweise auf bis zu drei Abschnitten verschieden nummerierte Linien verkehren. Bei den Linien 2 und 4 erfolgte im Rahmen der Bauausführung zudem eine Differenzierung, die mit angehängten Buchstaben A, B und C verschiedene Linienabschnitte bezeichnet.

#### Linie 1
Die blaue Linie 1 umfasst die Strecke Versova–Andheri–Ghatkopar. Die Betriebsgeschwindigkeit der Züge liegt bei maximal 80 Stundenkilometern. Die gesamte Strecke mit 12 Stationen ist aufgeständert. Der erste Spatenstich erfolgte im Februar 2008, die Eröffnung war ursprünglich für 2012 geplant. Da eine Reihe von Umsiedlungen nötig war, verzögerte sich die Errichtung und die Inbetriebnahme erfolgte schließlich im Juni 2014.

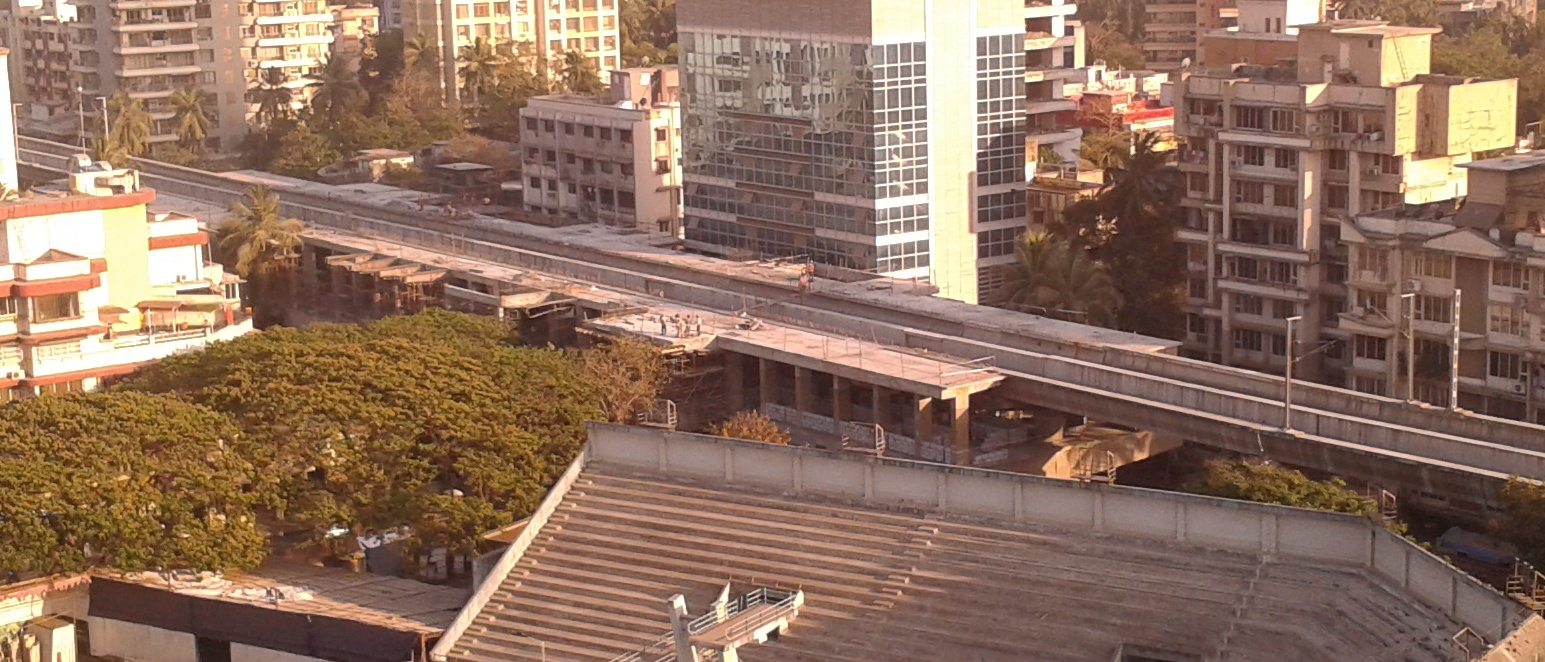
Azad Nagar Station im Bau (2012)
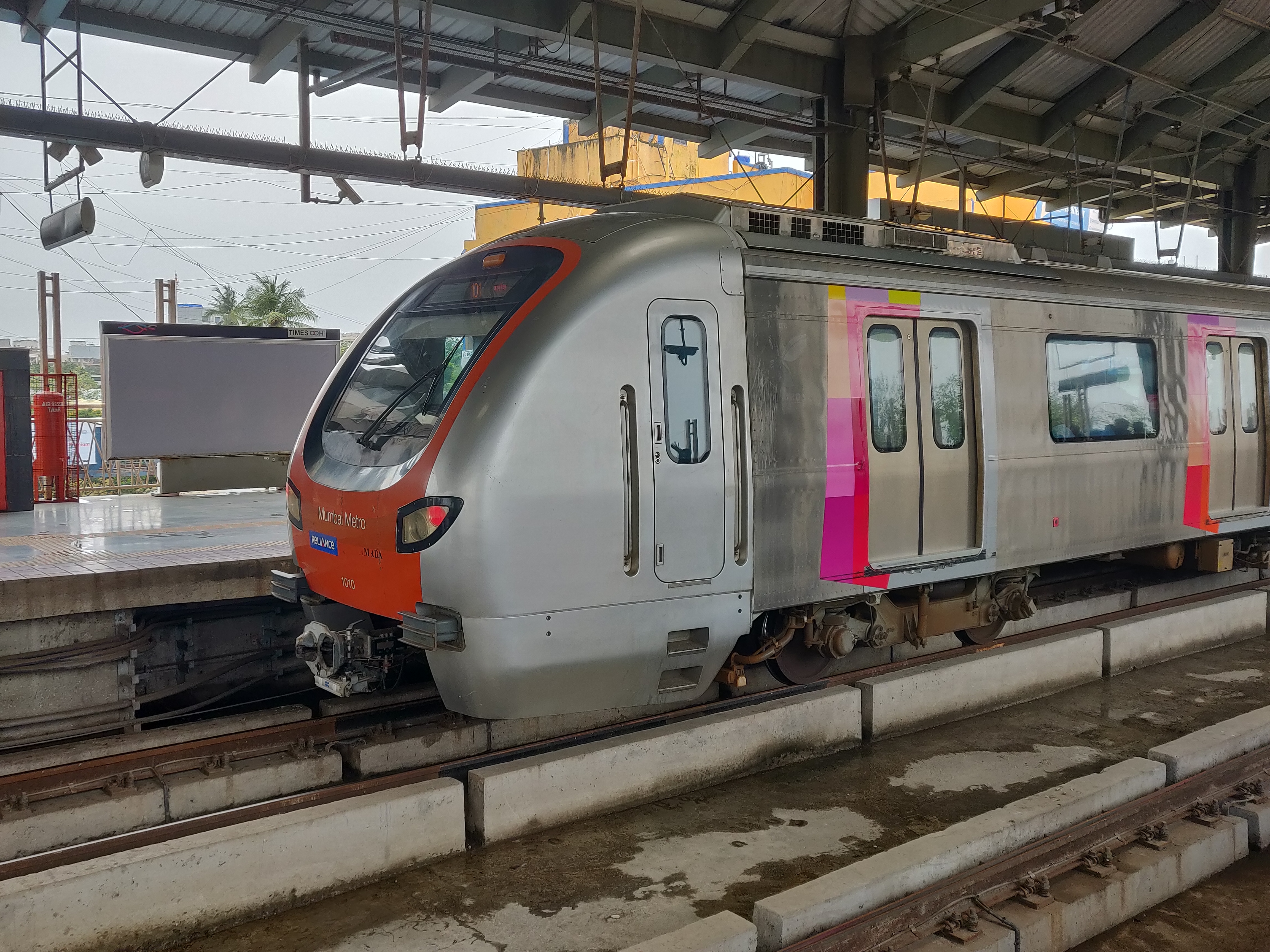
Fahrzeug an der Andheri Station
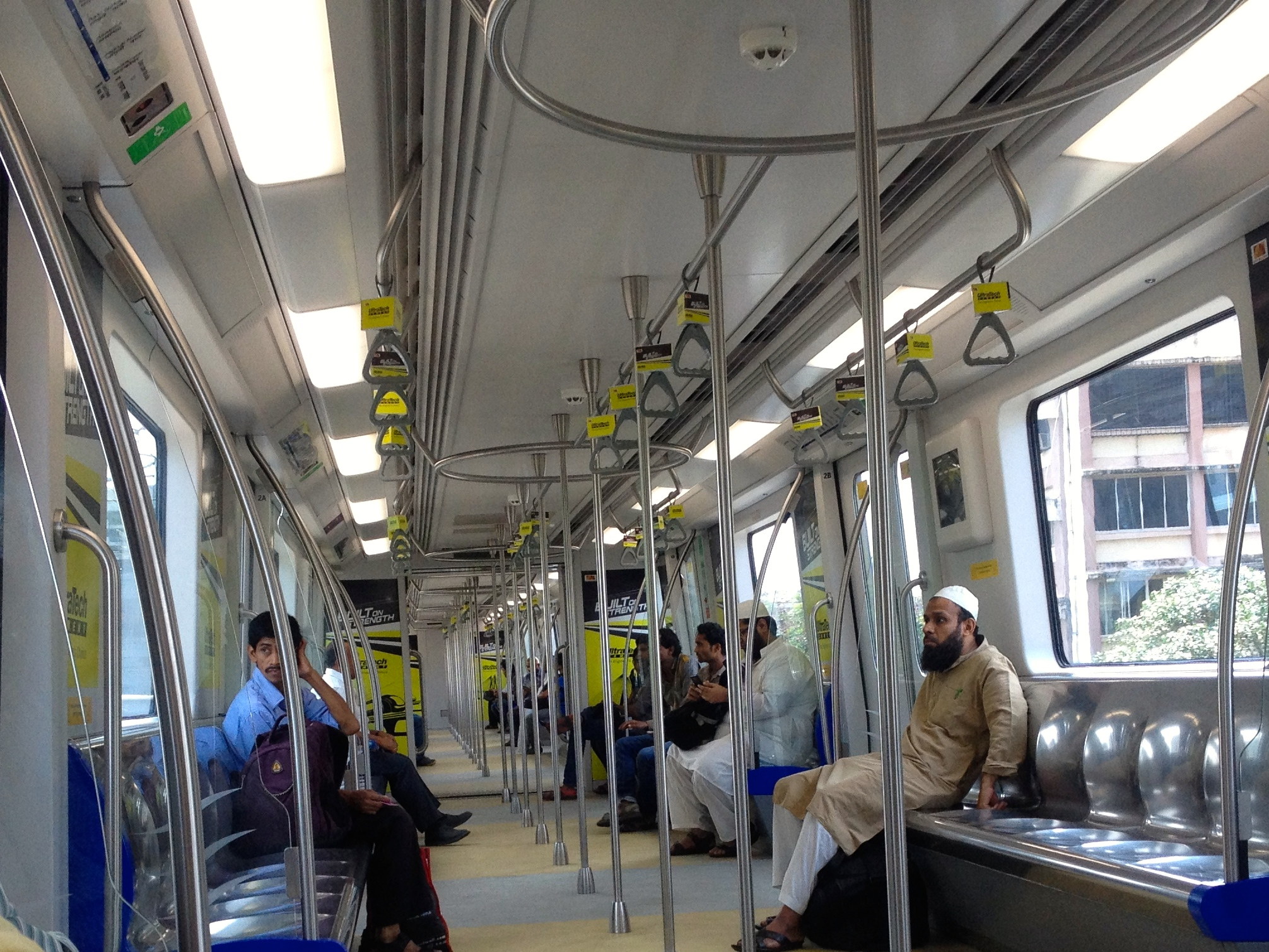
Innenraum eines Zuges der Linie 1

#### Linie 2
Die gelbe Linie 2 soll über die zwei Teilstrecken von Dahisar zur D.N. Nagar (2A) und D N Nagar nach Mandale (2B) führen. Die erste Teilstrecke ist durchgehend aufgeständert mit 16 Stationen auf 18 Kilometern. Die ursprüngliche Bewilligung erfolgte 2009, aber da nicht mal die Fläche für den Betriebshof bereitgestellt werden konnte, weigerte sich der Auftragnehmer mit dem Baubeginn. Nach längeren Streitigkeiten wurde das Projekt 2013 abgebrochen. Der Auftrag wurde schließlich im November 2014 aufgelöst. Im September 2013 beauftragte die MMRDA eine neue Machbarkeitsstudie. Im Juni 2015 wurden die Errichtung von drei Teilstrecken vorgeschlagen: Dahisar East–DN Nagar (Metro 2A), DN Nagar–BKC (Metro 2B) und BKC–Mankhurd (Metro 2C). Die Bauabschnitte 2B und 2C wurden später zum Streckenabschnitt 2B zusammengefasst.
Der erste Spatenstich für den Bauabschnitt 2A erfolgte im November 2016. Die Eröffnung wurde für Mai 2021 erwartet, da konnten tatsächlich jedoch erst die Testfahrten beginnen. Man rechnet dann mit einer Inbetriebnahme im Januar 2022, schließlich erfolgte die Eröffnung erst im Januar 2023. Die Bewilligung für den Streckenabschnitt 2B erfolgte ebenfalls 2016 in vier Baulosen, parallel zur Ausschreibung der Linie 4. Der erste Spatenstich erfolgte im April 2018, jedoch kam es zwischenzeitlich zur Neuvergabe von Teilstücken. Testfahrten begannen Ende 2024, die Inbetriebnahme soll im Laufe von 2025 erfolgen.

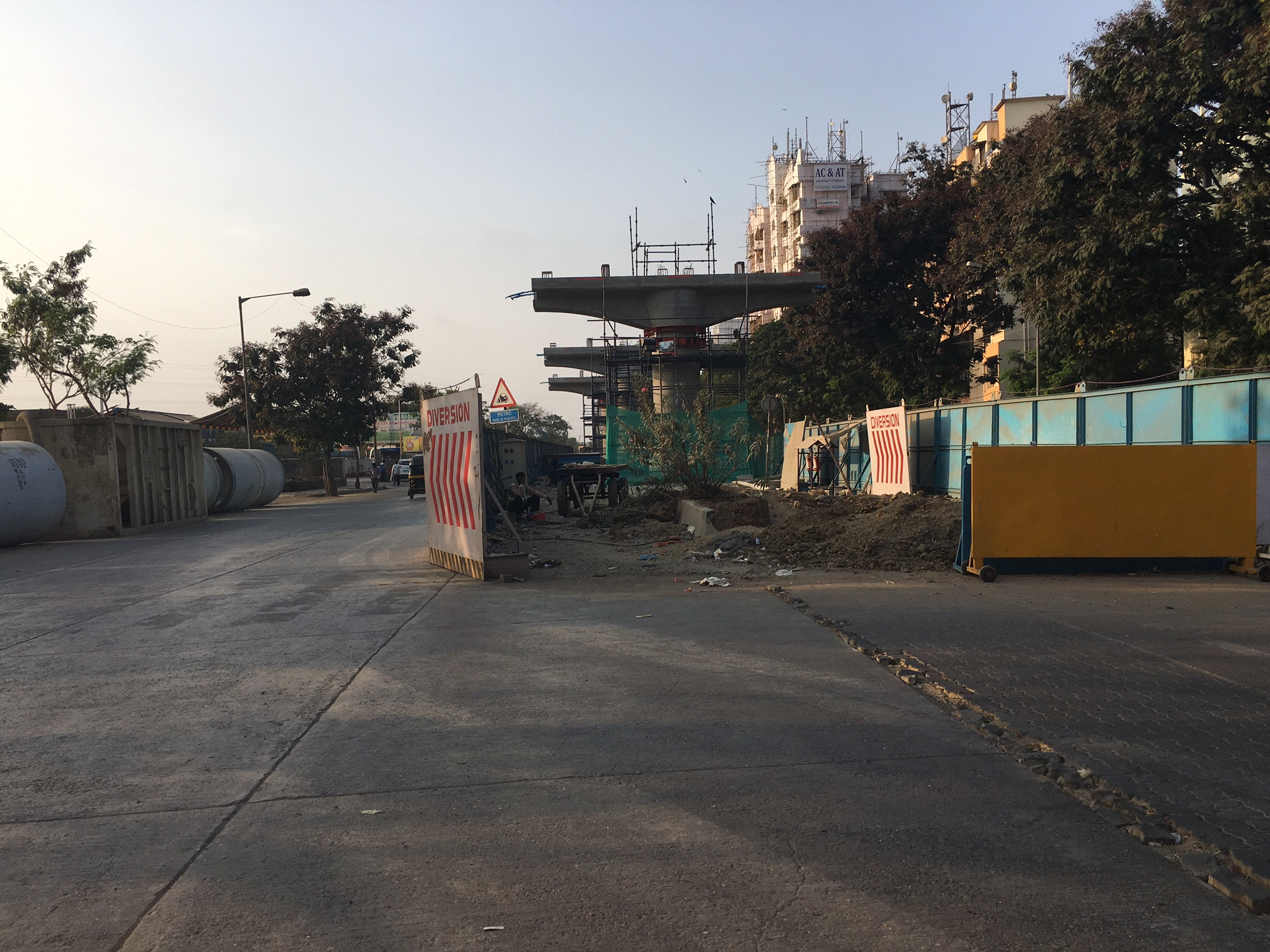
Station IC Colony im Bau
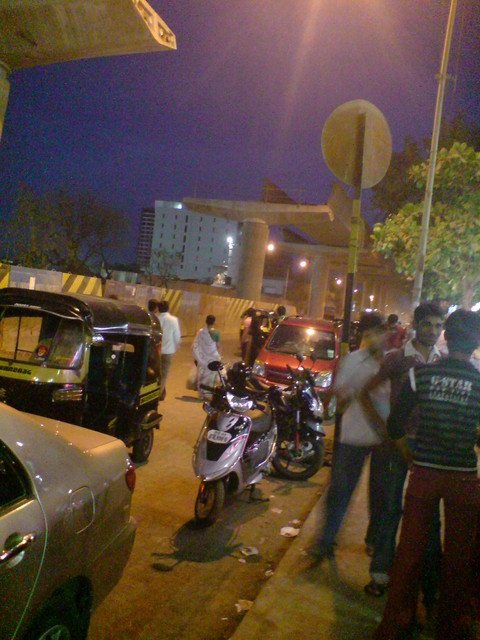
Station D.N. Nagar im Bau

#### Linie 3
Die wasserblaue Linie 3 umfasst im vorläufigen Endausbau 27 Stationen auf 33 Kilometern und wird, abgesehen von der ebenerdigen nördlichen Endstation Aarey JVLR, vollständig unter der Erde liegen.
Der erste Spatenstich erfolgte im August 2014, allerdings wurde das Baukonsortium nachträglich geändert. Die Baulose wurden dann tatsächlich im August 2016 vergeben. Im März 2020 wurde gemeldet, dass 27 der 41 Tunnelstücke fertig gebohrt sind. Am 5. Oktober 2024 eröffnete Premierminister Narendra Modi das erste Teilstück mit 12,7 Kilometern Länge und 10 Stationen von Aarey JVLR bis Bandra Kurla Complex, der Publikumsverkehr begann zwei Tage später. Der zweite Abschnitt bis Acharya Atrey Chowk wurde am 9. Mai 2025 eröffnet.

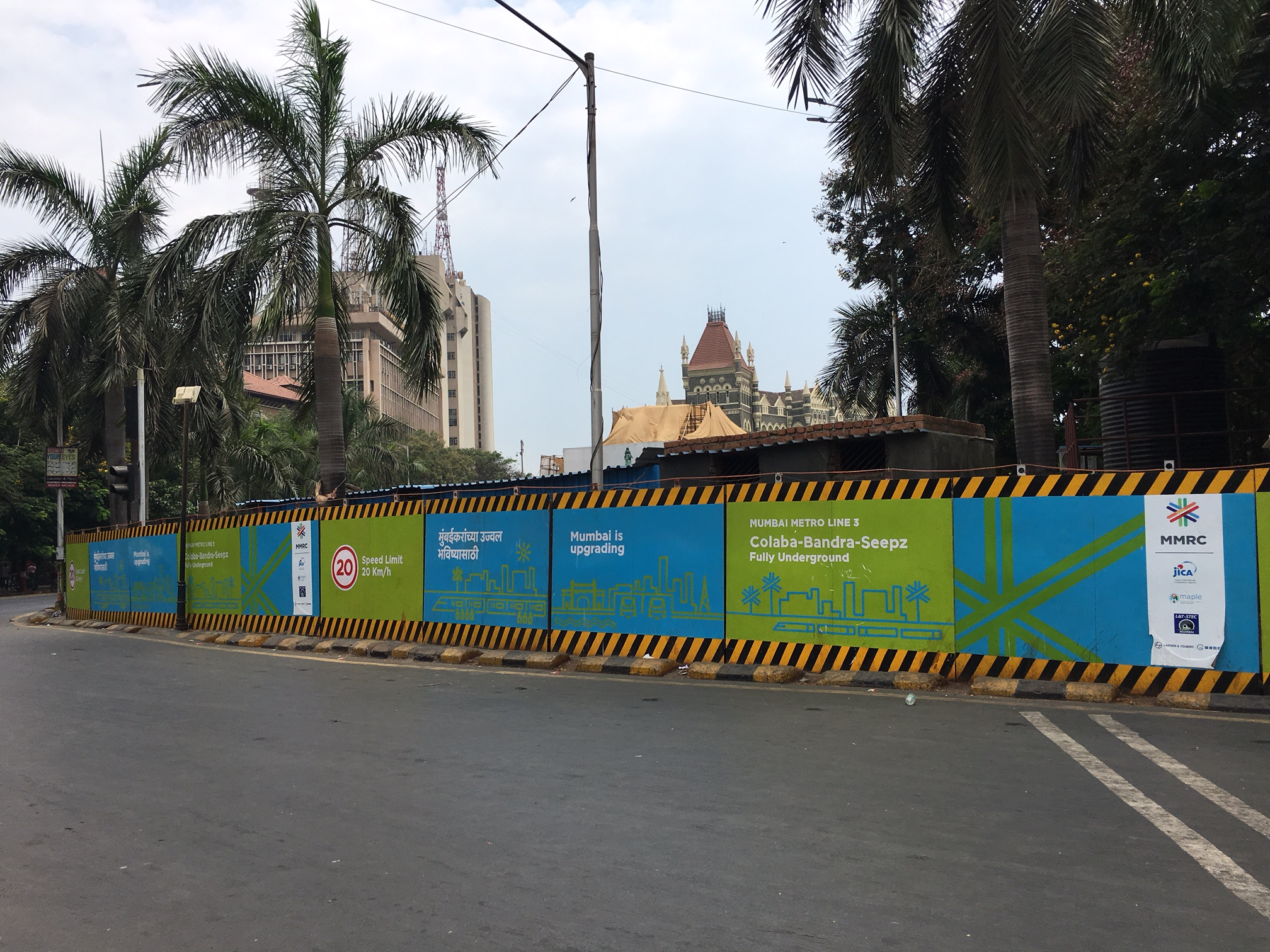
Baustelle der Linie 3-Station Hutatma chowk
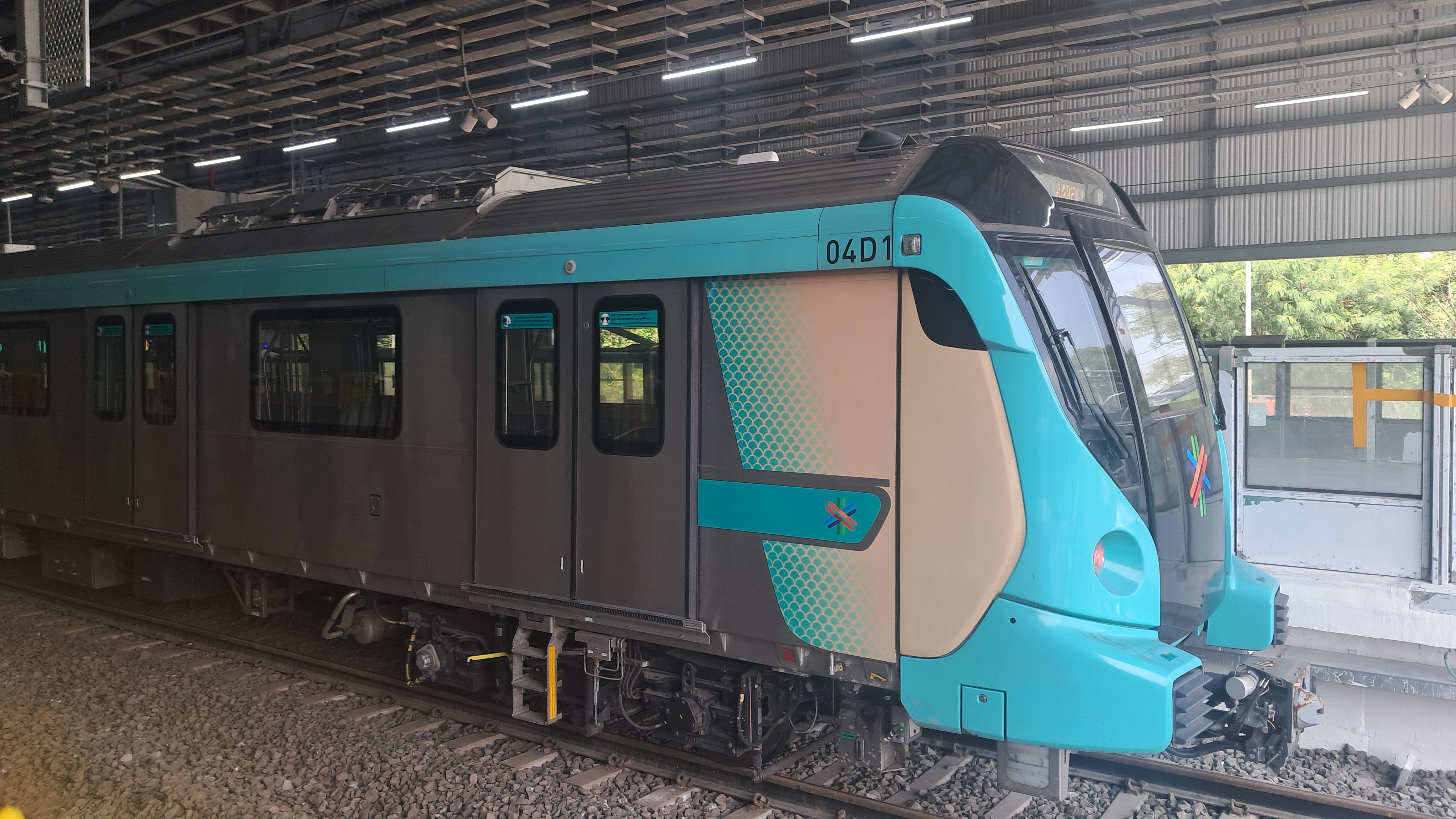
Ein Zug der Linie in der Endstation Aarey JVLR
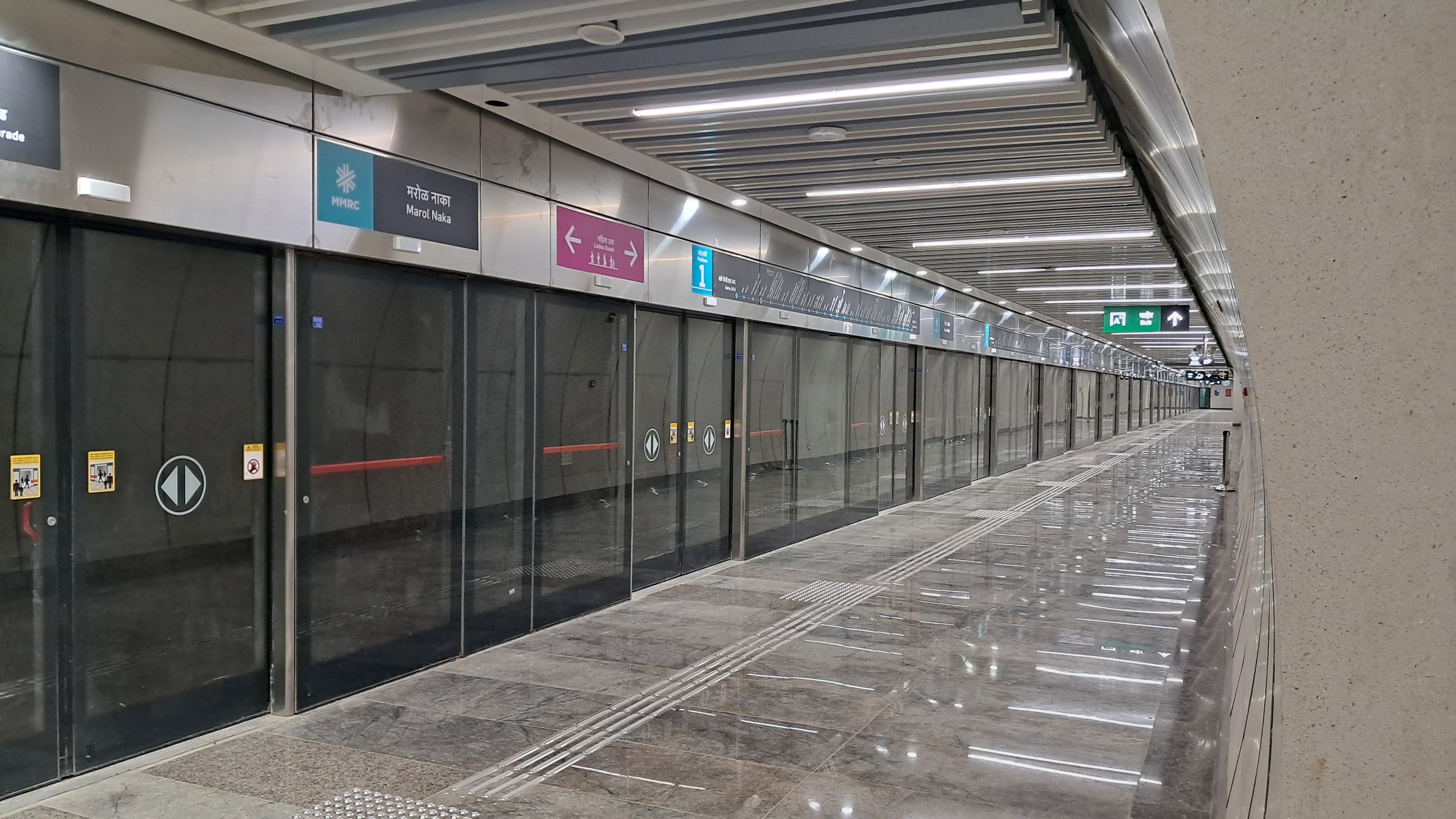
Bahnsteigtüren in der Station Marol Naka

#### Linie 7
Die rote Linie 7 wurde zusammen mit den vorherigen ausgeschrieben, der Baubeginn war hier früher möglich. Sie umfasst 29 Stationen auf 33 Kilometern. Ein Teilstück von 3 Kilometern mit 3 Stationen liegt dabei unter der Erde.
Testfahrten auf dem Teilstück Aarey nach Dahisar begannen im Mai 2021, die Eröffnung dieses ersten Abschnittes erfolgte im April 2022, das zweite Teilstück folgte im Januar 2023.

### Linien im Bau
| Linie           | Strecke                                          | Geplante Eröffnung | Länge    | Stationen |
| --------------- | ------------------------------------------------ | ------------------ | -------- | --------- |
| 3 Aqua          | Acharya Atre Chowk – Cuffe Parade                | August 2025        | 011,1 km | 011       |
| 4 Green         | Gaimukh – Kasarvadavali                          | Dezember 2025      | 002,9 km | 002       |
| 4 Green         | Kasarvadavali – Cadbury Junction                 | Dezember 2025      | 008,7 km | 008       |
| 9 Red           | Kashigaon – Dahisar East                         | Dezember 2025      | 006,4 km | 004       |
| 2 Yellow        | Diamond Garden – Mandala                         | März 2026          | 006,3 km | 005       |
| 4 Green         | Cadbury Junction – Gandhi Nagar (Kanjurmarg)     | Dezember 2026      | 011,9 km | 011       |
| 5 Orange        | Kapurbawdi – Bhiwandi                            | Dezember 2026      | 012,8 km | 008       |
| 6 Pink          | Swami Samarth Nagar (Lokhandwala) – Vikhroli EEH | Dezember 2026      | 014,5 km | 013       |
| 7 Red           | Gundavali – CSMIA Terminal 2                     | Dezember 2026      | 003,2 km | 002       |
| 9 Red           | Subhash Chandra Bose Stadium – Kashigaon         | Dezember 2026      | 005,0 km | 004       |
| 2 Yellow        | Andheri West – Diamond Garden                    | Dezember 2027      | 017,3 km | 015       |
| 4 Green         | Gandhi Nagar (Kanjurmarg) – Bhakti Park (Wadala) | Dezember 2027      | 011,7 km | 013       |
| 12 Orange       | Kalyan APMC – Taloja                             | Dezember 2027      | 020,8 km | 017       |
| Stand: Mai 2025 | Stand: Mai 2025                                  | Stand: Mai 2025    | 132,6 km | 113       |

#### Linie 3
Der vorläufig letzte Abschnitt der wasserblauen Linie 3 von Acharya Atrey Chowkso bis zur vorläufigen Endstation Cuffe Parade ist im Bau und soll im August 2025 eröffnet werden.

#### Linie 4
Die grüne Linie 4 umfasst 23 Stationen auf 23 Kilometern Strecke und wird durchgehend als Hochbahn ausgeführt. Der erste Spatenstich erfolge im Juni 2018. Die Fertigstellung der ersten beiden Abschnitte von Gaimukh über Kasarvadavali bis Cadbury Junction ist für Dezember 2025 geplant.

#### Linie 5
Die orange Linie 5 wurde im Oktober 2017 vergeben, versank jedoch umgehend in Rechtsstreitigkeiten. Der erste Spatenstich erfolgte im Oktober 2019. Die ursprüngliche Fertigstellung war für 2022 terminiert, ist jedoch für den ersten Bauabschnitt auf Dezember 2026 sowie für den Rest der Strecke auf Dezember 2027 verschoben.

#### Linie 6
Die pinke Linie 6 wurde zusammen mit den vorherigen ausgeschrieben, der Baubeginn war hier früher möglich. Sie umfasst 13 Stationen auf knapp 15 Kilometern. Die ursprünglich für Oktober 2022 geplante Fertigstellung soll nunmehr im Dezember 2026 erfolgen.

#### Linie 9
Die rote Linie 9 ist eine Verlängerung der roten Linie 7. Sie umfasst 12 Stationen auf gut 11 Kilometern. Baubeginn war im September 2019, mit der Eröffnung des ersten Streckenabschnittes wird nunmehr im Dezember 2025 gerechnet, der zweite soll ein Jahr später folgen.

#### Linie 12
Die orange Linie 12 ist eine Verlängerung der orangen Linie 5. Sie umfasst 17 Stationen auf knapp 21 Kilometern und soll im Dezember 2027 fertiggestellt sein.

### Geplante Linien
| Linie           | Strecke                                             | Status                              | Länge    | Stationen |
| --------------- | --------------------------------------------------- | ----------------------------------- | -------- | --------- |
| 5 Orange        | Bhiwandi – Kalyan APMC                              | Überarbeitung Projektmanagementplan | 010,7 km | 009       |
| 8 Gold          | CSMI Terminal 2 – Navi Mumbai International Airport | Projektmanagementplan in Arbeit     | 035,0 km | 012       |
| 10 Green        | Gaimukh – Shivaji Chowk (Mira Road)                 | In der UVP                          | 009,2 km | 008       |
| 11 Green        | Anik Nagar Bus Depot – SPM Circle                   | Baugrunduntersuchungen              | 018,0 km | 015       |
| 13 Purple       | Shivaji Chowk (Mira Road) – Virar                   | Projektmanagementplan in Arbeit     | 023,0 km | 020       |
| 14 Magenta      | Vikhroli EEH – Badlapur                             | Projektmanagementplan eingereicht   | 045,0 km | 039       |
| Stand: Mai 2025 | Stand: Mai 2025                                     | Stand: Mai 2025                     | 140,9 km | 103       |

#### Linie 5
Eine Verlängerung der orangen Linie 5 um weitere 9 Stationen auf knapp 11 Kilometern Streckenlänge befindet sich derzeit (Mai 2025) in der Umplanung.

#### Linie 8
Die goldene Linie 8 wird zwei Flughäfen verbinden: den alten Chhatrapati Shivaji International Airport in der Stadt mit dem neuen Navi Mumbai International Airport östlich der Bucht. Die rund 35 Kilometer lange Hochbahn erhält 12 Stationen. Die Eröffnung sollte ursprünglich im Oktober 2026 erfolgen, jedoch ist die Strecke aktuell (Mai 2025) erst in der Aufstellung des Projektmanagementplanes.

#### Linie 10
Die grüne Linie 10 ist eine nördliche Verlängerung der grünen Linie 4. Sie umfasst 8 Stationen auf gut 9 Kilometern und befindet sich aktuell (Mai 2025) in der Umweltverträglichkeitsprüfung.

#### Linie 11
Die grüne Linie 11 ist eine weitere, in diesem Fall südliche Zweigstrecke der grünen Linie 4. Ursprünglich als direkte Verlängerung und überwiegend als Hochbahn ab Bhakti Park bis Chhatrapati Shivaji Terminus geplant, ist nach Übergabe des Projektes von der MMRDA an die Mumbai Metro Rail Corporation Ltd. (MMRC) eine Umplanung mit weiter westlich liegender, weitgehend unterirdischer und längerer Trasse geplant. Sie umfasst jetzt von Anik Nagar Bus Depot bis SPM Circle 15 Stationen auf 18 Kilometern Länge. Hier laufen derzeit (Stand Mai 2025) Baugrunduntersuchungen.

#### Linie 13
Die geplante Linie 13 (Purple) soll Shivaji Chowk (Mira Road) mit Virar verbinden und auf 23 Kilometern Streckenlänge 20 Stationen erhalten. Hier ist der Projektmanagementplan in Vorbereitung.

#### Linie 14
Die geplante Linie 14 (Magenta) soll mit Umstieg zur Pinken Linie an der Station Vikhroli EEH beginnen und von dort über 45 Kilometer und weitere 39 Stationen bis Badlapur führen. Der Projektmanagementplan dafür ist eingereicht.

## Technik
Die Strecken der Mumbai Metro sind durchgehend zweigleisig, normalspurig und werden überwiegend als Hochbahn geführt.
Die Stromversorgung erfolgt einheitlich über Oberleitung, dabei wird die für U-Bahnen eher ungewöhnliche hohe Spannung von 25 Kilovolt bei einer Frequenz von 50 Hertz verwendet. Solch ein Wechselstromsystem ist arbeits- und kostenintensiver, dennoch erklärte MMRDA-Projektleiter Dilip Kawathkar, die Wahl sei „nach einer gründlichen Studie eines Expertenteams“ (im Original „after a proper study by a team of experts“) erfolgt, weil „das Wechselstrommodell [...] eine bessere Option [ist]“ (im Original „that AC model is a better option“). Bieter für den Bau der Linie 3 sprachen sich Berichten zufolge für das Gleichstrommodell mit 1.500 Volt Spannung aus. Experten gehen davon aus, dass die Entscheidung für Wechselstrom die Projektkosten vor allem für unterirdische Strecken um 15 Prozent erhöht, da größere Tunneldurchmesser erforderlich sind.
Die Metro ist mit einem automatischen Zugsicherungssystem (ATPS) und automatisierter Signalisierung zur Steuerung der Zugbewegungen ausgestattet. Damit ist auf den Strecken ein Vier-Minuten-Takt möglich. Für die Linie 1 lieferte Siemens die für das Projekt benötigten Signalsysteme, während die Thales Group die Kommunikationssysteme lieferte. Die Signal- und Zugsteuerungssysteme des Netzes basieren auf der LZB 700M-Technologie.